# Michel Ringeval
Michel Ringeval (Lourdes, 18 febbraio 1943) è un allenatore ed ex giocatore francese di rugby a 15, in carriera agonistica attivo come mediano di mischia per Lourdes e Montferrand.
Fu allenatore dello stesso Montferrand e poi del Grenoble; ebbe una parentesi tecnica in Italia e, dal 2020, è consigliere presso lo Chambéry.

## Biografia
Originario di Lourdes militò nella squadra cittadina con cui nel 1966 conquistò il trofeo Yves-du-Manoir.
Passò quindi al Montferrand, ma a causa di un infortunio non partecipò alla finale del campionato 1969-70.
A Clermont-Ferrand iniziò la carriera da tecnico: fino al 1987 conquisto due trofei Yves-du-Manoir (1976 e 1986) e una finale di campionato nel 1978.
Passando per Vichy e Bourg-en-Bresse, allenò Grenoble e nel biennio 1992-1994 in coppia con Jacques Fouroux con il quale giunse a un passo dal titolo di campione di Francia nel 1993.
Lasciò Grenoble nel 1995 per poi tornare nel 1998.
Nel 2005 fu in Italia al Rugby Roma in Serie A.
A novembre 2007 si dimise dall'incarico e pochi mesi dopo concluse l'esperienza italiana all'Amatori Catania senza riuscire a evitare la retrocessione dei siciliani.
Tornato in Francia, assunse la guida tecnica dello Chambéry, ruolo che mantenne fino al 2020 allorché passò all'incarico di consigliere dello stesso club